# Сентер (Колорадо)
Сентер (англ. Center) — місто (англ. town) в США, в округах Ріо-Гранде і Савоч штату Колорадо. Населення — 1929 осіб (2020).

## Географія
Сентер розташований за координатами 37°45′5″ пн. ш. 106°6′37″ зх. д. / 37.75139° пн. ш. 106.11028° зх. д. (37.751359, -106.110198).  За даними Бюро перепису населення США в 2010 році місто мало площу 2,14 км², уся площа — суходіл.

## Демографія
Згідно з переписом 2010 року, у місті мешкало 2230 осіб у 793 домогосподарствах у складі 566 родин. Густота населення становила 1042 особи/км².  Було 925 помешкань (432/км²).
Расовий склад населення:
| - 67,5 % — білих - 2,2 % — корінних американців - 0,4 % — чорних або афроамериканців - 26,4 % — осіб інших рас |

До двох чи більше рас належало 3,5 %. Частка іспаномовних становила 87,4 % від усіх жителів.
За віковим діапазоном населення розподілялося таким чином: 31,4 % — особи молодші 18 років, 60,3 % — особи у віці 18—64 років, 8,3 % — особи у віці 65 років та старші. Медіана віку мешканця становила 29,5 року. На 100 осіб жіночої статі у місті припадало 99,6 чоловіків;  на 100 жінок у віці від 18 років та старших — 101,3 чоловіків також старших 18 років.
Середній дохід на одне домашнє господарство  становив 43 594 долари США (медіана — 25 130), а середній дохід на одну сім'ю — 56 133 долари (медіана — 33 942). Медіана доходів становила 22 113 долари для чоловіків та 24 063 долари для жінок. За межею бідності перебувало 37,2 % осіб, у тому числі 54,7 % дітей у віці до 18 років та 12,1 % осіб у віці 65 років та старших.
Цивільне працевлаштоване населення становило 913 особи. Основні галузі зайнятості: сільське господарство, лісництво, риболовля — 24,5 %, роздрібна торгівля — 16,5 %, виробництво — 15,2 %, транспорт — 14,1 %.